# Экономическая социология
Экономическая социология — направление социальных исследований, предполагающее анализ экономической деятельности с позиций социальной теории.
Дисциплина изучает всю совокупность социально-экономических процессов — касаются ли они рынков или государства, домохозяйств или отдельных людей. Используются самые разные методы сбора и анализа данных, включая социологические методы. Экономическая социология опирается на специфические представления о действии человека, развитии хозяйства и общества.
В рамках поведенческого (позитивистского) подхода экономическая социология понимается как наука, «изучающая поведение больших социальных групп, связанное с получением и использованием денег и иных активов» (Ф. Н. Ильясов).

## Человек с точки зрения экономической социологии
Экономическая социология сторонится модели человека, предложенного классической экономической теорией. «Экономический человек» слишком эгоистичен и изолирован от других людей, непомерно рационален и информирован. Он действует как автомат, подчинённый логике экономического интереса. В экономической социологии человек способен становиться актором и поступать вопреки обстоятельствам, переключаться с одной логики действия на другую, проявляя одновременно волю и гибкость. Это человек, способный на стратегию — последовательные и рефлексивные действия, простраивание собственного будущего. При этом человек включён в сплетение формальных и неформальных сетей, входит в качестве начальника или подчинённого в разные организации, действует в составе социальных групп, принадлежит к локальным и национальным общностям.

## Классическая экономическая социология
Экономическая социология появилась как новый подход к анализу экономических явлений. Новизной подхода, в частности, стала попытка объяснить, какую роль экономические структуры и институты играют в обществе, а также какое влияние общество оказывает на характер экономических структур и институтов.
Отношения между капитализмом и современностью являются характерным предметом исследования классической экономической социологии. Например, такие яркие работы, как «Протестантская этика и дух капитализма» Макса Вебера (1905) и «Философия денег» Георга Зиммеля (1900). Можно предположить, что началом экономической социологии выступили работы Алексиса Токвиля «Демократия в Америке» (1835—1840) и «Старый режим и революция» (1856). Яркими представителями классического периода экономической социологии являются Франц Оппенгеймер, Карл Маркс, Макс Вебер, Вернер Зомбарт, Йозеф Шумпетер, Эмиль Дюркгейм и другие.

## Новая экономическая социология
На данный момент можно выделить следующие течения новой экономической социологии:

### Сетевой подход
Направление экономической социологии, формирующееся в рамках сетевого подхода, обнаруживает содержательную связь со структурной теорией обмена Марселя Мосса и Клода Леви-Стросса. В данной теории современное хозяйство представляется как совокупность социальных сетей — устойчивых связей между индивидами и фирмами, которые невозможно втиснуть в рамки традиционной дихотомии «рынок — иерархия». Эти сети формальных и неформальных отношений позволяют находить работу, обмениваться информацией, разрешать конфликтные ситуации, выстраивать доверие. Экономические отношения, таким образом, тесно выстраиваются с социальными.
Авторы: М. Грановеттер, Х. Уайт, Р. Бёрт, П. Димаджио, У. Пауэлл, Д. Старк.

### Новая институциональная теория
Новый институционализм в социологии появляется в конце 1980-х — начале 1990-х годов. Сетевые связи между индивидами и фирмами представляются как множественные, многозначные, подвергаемые хозяйственными агентами различным интерпретациям и оценкам. Под институтами здесь понимаются не абстрактные нормы и ценности, а формальные и неформальные правила, которые регулируют практики повседневной деятельности и поддерживаются этими практиками. В рамках американской социологии новый институционализм развивается по двум основным направлениям: культурно-ориентированному и властно-ориентированному. Во Франции активно развивается новый французский институционализм.
Авторы: П. Димаджио, У. Пауэлл, Н. Биггарт, У. Бейкер, Н. Флигстин, Л. Болтански, Л. Тевено.

## Марксистская социология
См. также: Западный марксизм
Марксистская мысль фокусирует внимание на социальных последствиях капитализма (товарного фетишизма) и экономическом развитии внутри системы экономических отношений, которая производит эти отношения. Основными представителями направления являются Дьёрдь Лукач, Теодор Адорно, Макс Хоркхаймер, Вальтер Беньямин, Ги Дебор, Луи Альтюссер, Никос Пуланзас, Ральф Милибэнд, Юрген Хабермас, Фредрик Джеймисон, Антонио Негри и Стюарт Холл.

## Социология рационального выбора
Социология рационального выбора основывается на теории социального обмена и экономических теорий рационального выбора. Концепция рационального действия индивидов переносится на поведение всей системы, состоящей из тех же самых индивидов. Идея перенести принципы методологического индивидуализма на уровень корпоративных акторов родилась в ответ на неспособность экономистов объяснить такие хозяйственные явления, как возникновение паники на бирже или отношения доверия в обществах взаимного кредитования.
Социология рационального выбора возрождает идеи утилитаризма в социологии, который рассматривает поведение человека с точки зрения полезности.
Авторы: Дж. Коулман, Дж. Хоманс.